# Metzleria longiseta
Metzleria longiseta là một loài Rêu trong họ Dicranaceae. Loài này được (Hook.) Broth. mô tả khoa học đầu tiên năm 1920.